# Гарднер, Гай Спенсер
Гай Спе́нсер Га́рднер (англ. Guy Spence Gardner; род. 16 января 1948) — астронавт США. Совершил два космических полёта на шаттлах: STS-27 (1988, «Атлантис») и STS-35 (1990, «Колумбия»), полковник ВВС США.

## Личные данные и образование

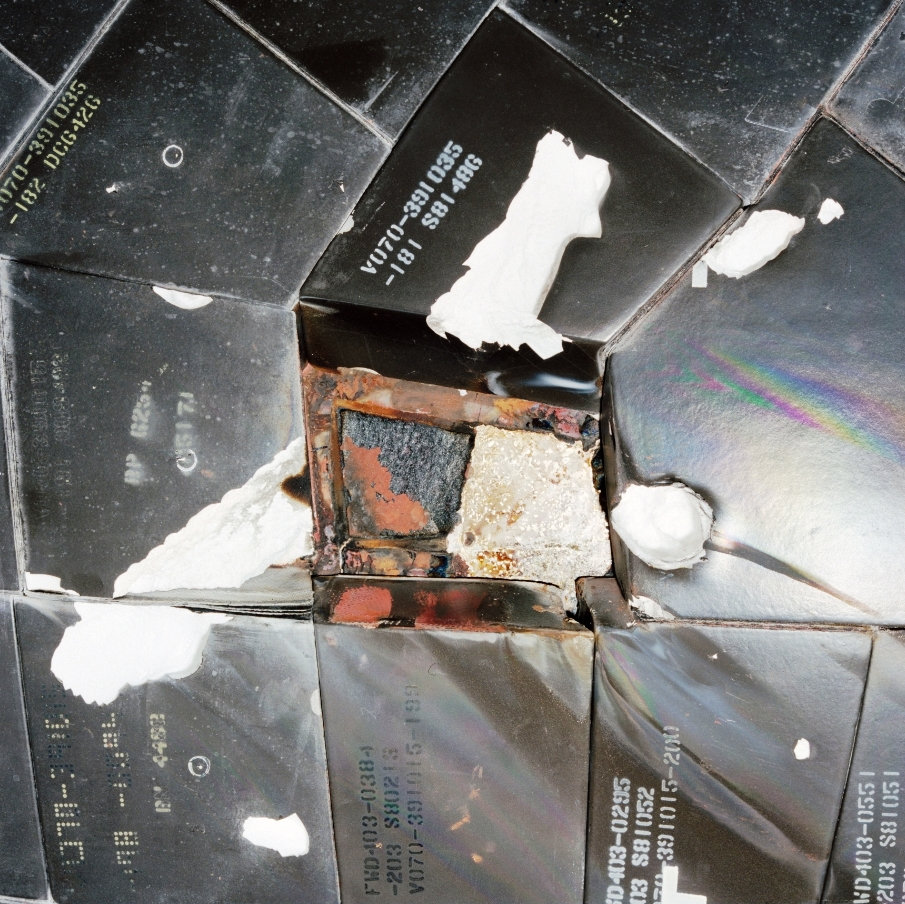
STS-27 — потеряна плитка теплозащиты.

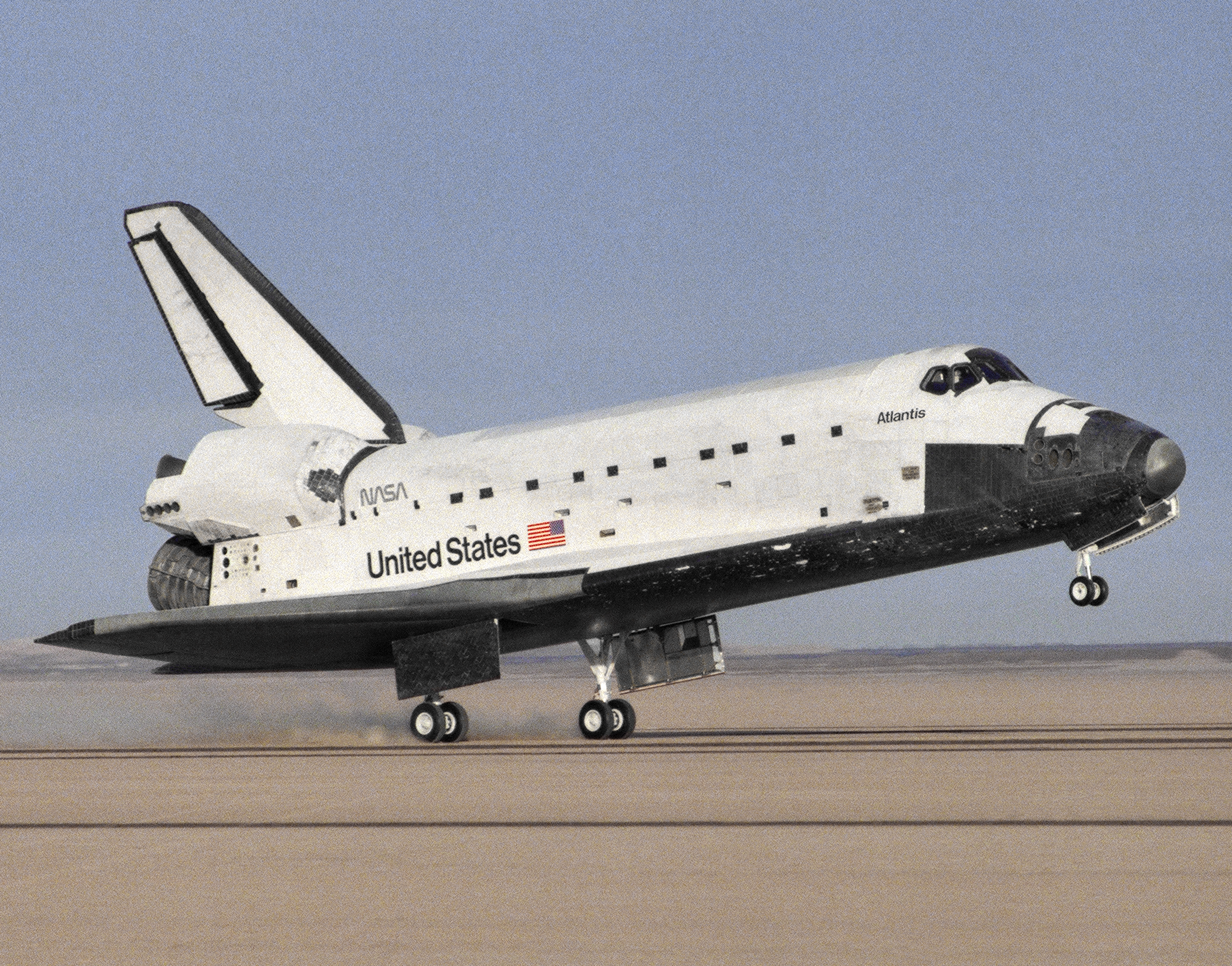
STS-27 — приземление.

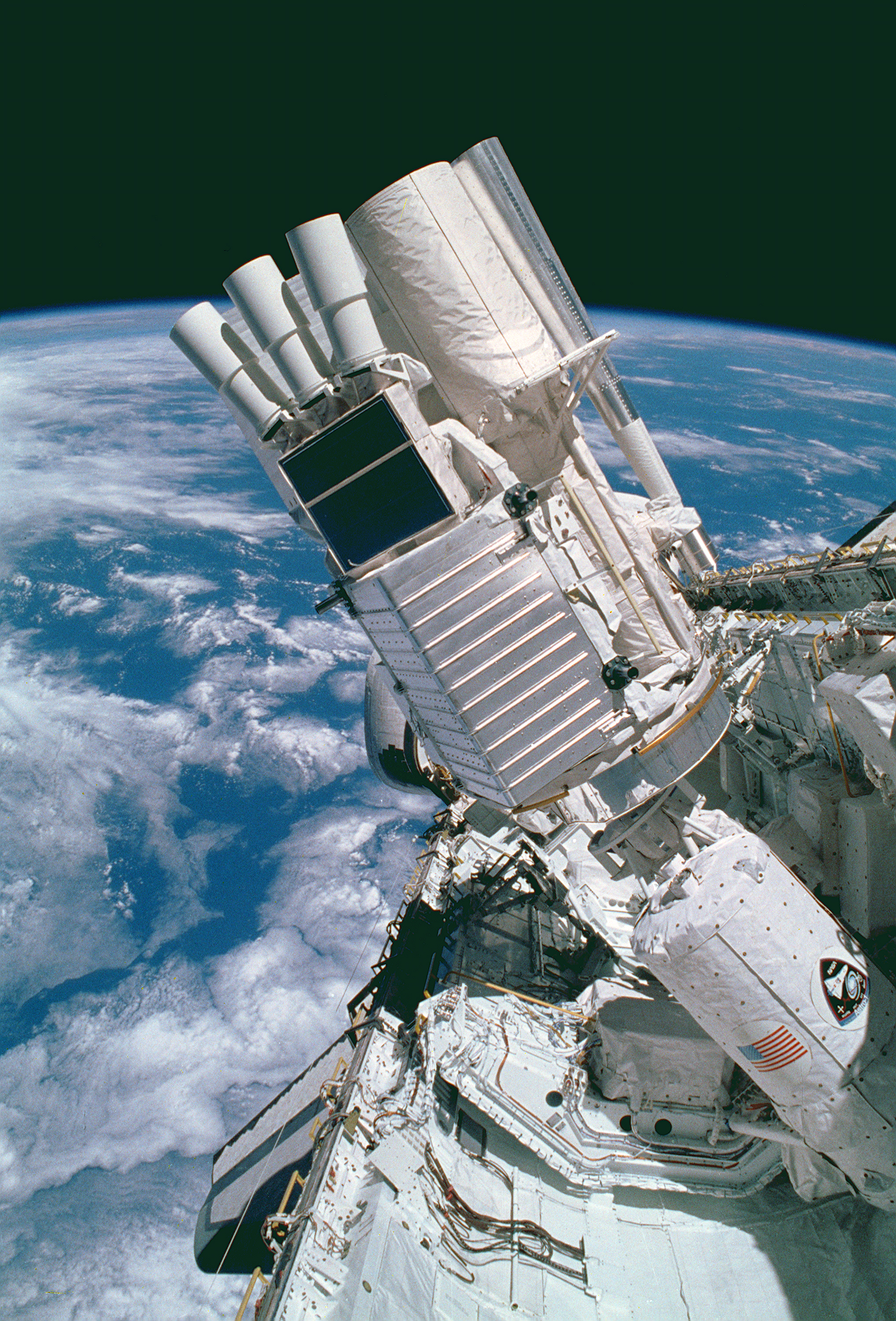
STS-35: вывод спутника «Astro-1».

Гай Гарднер родился 6 января 1948 года в городе Альтависта, штат Виргиния, но своим родным считает город Александрия, в том же штате, где в 1965 году окончил среднюю школу имени Джорджа Вашингтона. Принимал активное участие в движении «Бойскауты Америки», достиг второй ступени. В 1969 году в Академии ВВС США
получил степень бакалавра наук со специализацией в области космонавтики, математики и инженерных наук. В 1970 году в Университете имени Пердью получил степень магистра наук в области астронавтики. Женат на Линде Э. Маккэйб, у них трое детей: Дженифер, Сара и Джейсон.

## До НАСА
В 1971 году Гарднер завершил обучение на летчика ВВС США на авиабазе Крэйг, штат Алабама, получил распределение на авиабазу Макдилл, штат Флорида, летал на самолётах F-4 Phantom. В 1972 году, находясь в Юго-Восточной Азии, на авиабазе Уборн, в Таиланде, совершил 177 боевых вылетов во Вьетнам. В 1973-74 годы он был оперативным инструктором пилотов на F-4, на авиабазе Сеймур Джонсон, в штате Северная Каролина. В 1975 году он прошёл обучение на лётчика-испытателя в Школе ВВС США при авиабазе Эдвардс, в Калифорнии, где и служил до 1976 года. В 1977-78 был пилотом-инструктором в Школе лётчиков-испытателей ВВС США. В 1979—1980 годах служил в 1-й эскадрилье на авиабазе «Кларк», на Филиппинах, где был офицером по оперативным вопросам.

## Подготовка к космическим полётам
Гарднер был приглашен в НАСА в качестве кандидата в астронавты в мае 1980 года в составе девятого набора. Начал прохождение курса общекосмической подготовки (ОКП) с июля 1980 года. По окончании обучения в августе 1981 года получил квалификацию «пилот шаттла» и назначение в Отдел астронавтов НАСА. В течение 11 лет (до 1991 года) в качестве кандидата в астронавты и став астронавтом, работал над совершенствованием шаттлов и космической станции по многим направлениям, входил в группы поддержки многих экипажей. В 1984 году Гарднер был назначен пилотом STS-62A, это был бы первый старт космического челнока с базы Ванденберг, штат Калифорния. Но эта миссия позже была отменена. 15 сентября 1987 года НАСА назначило его в экипаж шаттла «Атлантис», полёт которого был намечен на осень 1988 года.

## Полёты в космос
- Первый полёт — STS-27[3], шаттл «Атлантис». Со 2 по 6 декабря 1988 года в качестве пилота. Цель полета STS-27 заключалась в выведении на орбиту разведывательного спутника Национального управления военно-космической разведки США — Lacrosse 1[англ.][4][5]. Есть мнение, что во время полёта был совершён один выход в открытый космос (предположительно Россом и Шепердом). Однако детали такого выхода (если он был) до сих пор засекречены[6]. Продолжительность полёта составила 4 суток 9 часов 6 минут[7].
- Второй полёт — STS-35[8], шаттл «Колумбия». Со 2 по 11 декабря 1990 года в качестве пилота. Основной целью миссии STS-35 было развёртывание рентгеновского телескопа НАСА «Astro-1»[9]. Продолжительность полёта составила 8 суток 23 часа 6 минут[10].

Общая продолжительность полётов в космос — 13 суток 8 часов 12 минут.

## После полётов
С июня 1991 года, после увольнения из НАСА, и до августа 1992 года, отставки из ВВС, был Начальником Школы лётчиков-испытателей ВВС на авиабазе Эдвардс в Калифорнии. В августе 1992 года Гарднер уволился из ВВС и вернулся в НАСА, стал работать над совместной (США-Россия) программой «Мир — Шаттл».

## Награды и премии
Награждён: Медаль «За космический полёт» (1988 и 1990), Орден «Легион почёта», Медаль «За отличную службу» (США), Медаль Министерства обороны «За выдающуюся службу» (США), Крест лётных заслуг (США) (трижды), Воздушная медаль (США) (13 медалей) и многие другие.